# Сливница (Поседарје)
Сливница је насељено место у саставу општине Поседарје у Задарској жупанији, Република Хрватска.

## Историја
До територијалне реорганизације у Хрватској налазила се у саставу старе општине Задар.

## Становништво
На попису становништва 2011. године, Сливница је имала 834 становника.

## Попис1991.
На попису становништва 1991. године, насељено место Сливница је имало 1.061 становника, следећег националног састава:
| Попис 1991.‍   | Попис 1991.‍ | Попис 1991.‍ | Попис 1991.‍ | Попис 1991.‍ |
| ------------- | ----------- | ----------- | ----------- | ----------- |
|               |             |             |             |             |
| Хрвати        | Хрвати      |             | 1.051       | 99,05%      |
| Срби          | Срби        |             | 2           | 0,18%       |
| Италијани     | Италијани   |             | 1           | 0,09%       |
| остали        | остали      |             | 3           | 0,28%       |
| непознато     | непознато   |             | 4           | 0,37%       |
| укупно: 1.061 |             |             |             |             |